# Linia kolejowa nr 818
Linia kolejowa nr 818 – linia kolejowa łącząca stację Leszno ze stacją Marysiewice. Linia została otwarta w 1939 r. a zamknięta w 1990 r. W 2008 r. zaczęto ją remontować. Linia ma długość 1,08 km.